# Exoneura ploratula
Exoneura ploratula là một loài Hymenoptera trong họ Apidae. Loài này được Cockerell mô tả khoa học năm 1912.

## Hình ảnh

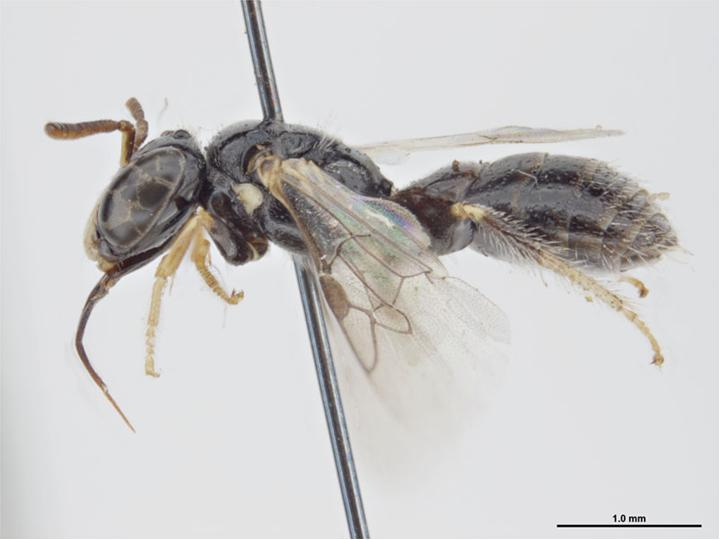